# Sofaniama Bolong
Der Sofaniama Bolong (andere Schreibweise Sofanyama Bolong; französische Schreibweise Sofaniama Bolon) ist ein linker Nebenfluss des westafrikanischen Gambia-Flusses.

## Geographie
Das Quellgebiet des Sofaniama Bolong liegt rund 16 Kilometer östlich der Stadt Médina Yoro Foulah in der senegalesischen Region Kolda. Diese Region gehört zur Casamance, die zwischen den Staaten Gambia und Guinea-Bissau liegt. Der Fluss fließt auf einer Länge von ungefähr 130 Kilometern in nordwestlicher Richtung, bis er mit einer Breite von ungefähr 90 Metern knapp nordöstlich von Elephant Island in den Gambia-Fluss mündet. Dort befinden sich ausgedehnte Mangrovenwälder.
Der Zusatz Bolong, den viele Nebenflüsse des Gambias haben, bedeutet in der Sprache der Mandinka „bewegliches Wasser“ oder „Nebenfluss“.